# Сироткин, Александр Савельевич
Александр Савельевич Сироткин (6 августа 1890 — 17 января 1965) — советский военачальник и руководящий сотрудник войск НКВД (с 1946 — МВД), генерал-лейтенант (1944).

## Биография
Родился в деревне Бочатино Новгородской губернии в 1890 году русской крестьянской семье.
В 1903 году окончил церковно-приходскую школу и начал крестьянствовать в хозяйстве отца, в 1908 году уехал в Санкт-Петербург, где работал по найму.

### Начало службы
В 1910 году был призван в армию, службу проходил в 4-м Финляндском стрелковом полку. После окончания полковой учебной команды становится младшим унтер-офицером, с апреля 1914 года — на сверхсрочной службе в должности старшего унтер-офицера.
Во время Первой мировой войны с августа 1914 года участвовал в боях, был дважды контужен. За боевые отличия был удостоен 4-х Георгиевских крестов и произведён в прапорщики. За последующие отличия в боях получил шесть орденов, дослужился до поручика. В августе 1917 года был откомандирован в 189-й запасной пехотный полк (Мценск) командиром роты, затем сводного батальона, избирался членом полкового комитета, с ноября 1917 года — заведующий хозяйственной частью полка. В конце ноября полк переформировали в 1-й Мценский красногвардейский отряд, в феврале 1918 года отряд вошёл в состав РККА как 1-й Мценский полк. А. С. Сироткин вступил в РККА вместе с отрядом.

### Гражданская война
В июле 1918 года в Сызрани полк вошёл в состав 15-й Инзенской (c 5 декабря 1921 года — Сивашская) стрелковой дивизии. Вскоре полк был переформирован в 1-ю бригаду, А. С. Сироткин был назначен начальником её штаба, Участвовал в боях с белогвардейцами на Восточном, Юго-Восточном и Южном фронтах командиром бригады в составе 15-й стрелковой дивизии (14—29 ноября 1919 года — вр. и.д. командира дивизии), затем 40-й Богучарской стрелковой дивизии. В октябре 1919 года вступил в ВКП(б). После разгрома войск П. Н. Врангеля, сражался с отрядами Н. И. Махно.

### В Донецкой дивизии ГПУ
После Гражданской войны 40-я Богучарская стрелковая дивизия была переформирована в Отдельную Богучарскую стрелковую бригаду, А. С. Сироткин был назначен её командиром. 8 марта 1921 года включена в состав Донецкой дивизии войск ГПУ Украины и Крыма, А. С. Сироткин становится старшим инспектором этой дивизии. В феврале 1922 года по личной просьбе был назначен командиром 1-го полка в той же дивизии. Дивизия выполняла задачи по охране по охране угольных шахт и рудников, с 15 мая 1921 года участвовала в ликвидации бандитизма в Донецкой губернии. 14 июня 1922 года была расформирована.

### Служба в НКВД
После расформирования дивизии полк А. С. Сироткина был преобразован в 22-й особый стрелковый полк и передислоцировался в Тифлис (Закавказский военный округ), где был подчинён Закавказской ЧК (ЗакЧК). В 1923 году назначен начальником окружной школы по подготовке комсостава войск ВЧК Закавказья, с конца 1924 года — помощник пограничной охраны ЗакЧК. В 1926—1927 годах учился на КУВНАС при Военной академии им Фрунзе, с ноября 1927 года — старший инспектор войск ОГПУ Приволжского военного округа, затем начальник инспекции войск ОГПУ Средневолжского края, с начала 1934 года — начальник управления внутренней охраны НКВД Приволжского военного округа.

Могила Сироткина на Новодевичьем кладбище Москвы.

10 ноября 1936 года назначен начальником Управления пограничной и внутренней охраны (УПВО) (с 8 марта 1939 года — Управление погранвойск (УПВ)) НКВД Западно-Сибирского военного округа.
С 8 июля 1942 года по декабрь 1946 года — начальник войск НКВД (с 18 марта 1946 года — МВД) СССР по охране особо важных предприятий промышленности.
С 7 декабря 1946 года по 13 июля 1951 года — начальник войск МВД СССР по охране особо важных объектов промышленности и железных дорог. В 1947 году заочно окончил Военную академию им Фрунзе.
С 13 июля 1951 года по март 1954 года — начальник Управления конвойной охраны МВД СССР.
В марте 1954 года были объединены Управление конвойной охраны и Главное управление внутренней охраны в Главное управление внутренней и конвойной охраны (ГУВКО) МВД, тогда же А. С. Сироткин был назначен начальником штаба и первым заместителем начальника ГУВКО Т. Ф. Филиппова.
С 12 марта 1955 года — вр.и.д., с 21 сентября 1955 года — начальник ГУВКО МВД СССР.
9 июня 1956 года было создано Главное управление пограничных и внутренних войск (ГУПВВ), А. С. Сироткин назначен начальником управления штаба ГУПВВ СССР, после переформирования 2 апреля 1957 года ГУПВВ в Главное управление внутренних и конвойных войск (ГУВКВ) МВД СССР, А. С. Сироткин стал заместителем его начальника, одновременно возглавлял Управление спецчастей. В апреле 1959 года вышел в отставку.
В 1938 году избирался депутатом Верховного Совета РСФСР.
Умер в 1965 году в Москве, похоронен на Новодевичьем кладбище.

## Чины и звания

### Российской империи
- прапорщик
- подпоручик
- поручик

### СССР
- комбриг — 23.12.1935
- генерал-майор — 04.06.1940
- генерал-лейтенант — 08.04.1944

## Награды

### Российской империи
- Георгиевские кресты 1, 2, 3, 4 степени
- Орден Святого Владимира 4-й степени
- Орден Святой Анны 2-й степени
- Орден Святой Анны 3-й степени
- Орден Святой Анны 4-й степени с надписью «За храбрость» — 31.05.1916
- Орден Святого Станислава 2-й степени
- Орден Святого Станислава 3-й степени

### СССР
- Орден Ленина — 1945
- три Ордена Красного Знамени — 1943, 1944, 1951
- Орден Суворова 2-й степени — 21.09.1945
- два Ордена Красной Звезды — 1936, 1940
- Медаль «XX лет РККА» — 1938
- другие медали
- За Гражданскую войну награждён серебряным портсигаром с надписью «Честному воину РККА»